# 小松光一
小松 光一（こまつ こういち、1943年11月20日 - ）は、日本の農学者、農業教育者。
北海道空知郡上砂川町生まれ。1966年千葉大学文理学部社会科学科卒業後、千葉県農村中堅青年養成所、改組により千葉県立農業大学校教官、1995年おびひろ農業塾塾長。大地を守る会、宮城県角田市農業振興公社顧問。

## 著書
- 『若きドンファーマへのメッセージ』農山漁村文化協会 1980
- 『私の青年団改造論 若きカントリーヒーローへのメッセージ』日本青年団協議会 1983
- 『宇宙の創り方教えます 広場と祭りの青年論』富民協会 1987
- 『おもしろ農民への招待状 農業近代化が終わりおもしろ農民がやってきた?』農山漁村文化協会 1988
- 『ヒト,ムラ,マツリの地域論 地域の自立と祝祭』二期出版 1989
- 『農業がおもしろくなる本 人間の命と農業問題』ポプラ社教養文庫 1990
- 『進化に向う日本農業』家の光協会 1997
- 『北タイ焼畑の村 天地有情』橋本紘二写真 三一書房 1998
- 『クリヤーの山 タイ・山岳少数民族の暮らし』橋本紘二写真 農山漁村文化協会 人間選書 1981
- 『自給と産直で地域をつくる 個性化する日本とアジアの農業』農山漁村文化協会 2004

### 共編著
- 『教科書にでてくる産業と経済 4 いま、日本人の食べ物があぶない! 日本の農林水産業』星野保共著 ポプラ社 1990
- 『いのちの風農のこころ 実力派おもしろ農民の時代』角田市農協青年部共著 学陽書房 1991
- 『いのちと暮らしを守る株式会社 ネットワーキング型のある生活者運動』藤田和芳共著 学陽書房 1992
- 『山間地農村の産直革命 山形村と大地を守る会の出会い』小笠原寛共著 農山漁村文化協会 1995
- 『風の地域宣言』編著 民衆社 1997
- 『エコミュージアム 21世紀の地域おこし』編著 家の光協会 1999
- 『浪漫・亀の尾列島』編著 創造ネットワーク研究所 2001
- 『あつあつほかほか!ごはん』監修 中島妙文 うつみのりこ絵 チャイルド本社 2007 ものづくり絵本シリーズ どうやってできるの?

## 論文
- Cinii

## 注
1. ↑  『現代日本人名録』2002年